# Green Zone (film)
Green Zone – francusko-hiszpańsko-amerykańsko-brytyjski dramat wojenny z 2010 roku w reżyserii Paula Greengrassa. Film jest adaptacją książki Rajiva Chandrasekarana.

## Obsada
- Matt Damon jako Roy Miller
- Greg Kinnear jako Clark Poundstone
- Amy Ryan jako Lawrie Dayne
- Martin Brown jako Brendan Gleeson
- Brendan Gleeson jako Martin Brown
- Jason Isaacs jako major Briggs
- Antoni Corone jako Lyons
- Khalid Abdalla jako Freddy
- Sean Huze jako Conway
- Nicoye Banks jako Perry
- Bijan Daneshmand jako Mazin Aide Zubaidi
- Michael O’Neill jako Bethel
- Yigal Naor jako Al Rawi
- William Meredith jako Stan Dreygill
- Paul Rieckhoff jako major Gonzalez
- Edouard H.R. Gluck jako Ed Johnson
- Allen Vaught jako Jonathan Vaught
- Aymen Hamdouchi jako Ayad
- Soumaya Akaboun jako Sanaa